# آلن ویرال
آلن ویروس (انگلیسی: Allan Viral؛ زادهٔ ۳ دسامبر ۲۰۰۱) بازیکن فوتبال است.